# Николаевская церковь (Черновцы)
Николаевская церковь (укр. Миколаївська церква) — старейшая деревянная церковь Черновцов, памятник архитектуры национального значения, построена в 1607 году. Принадлежит ПЦУ.

## История
Николаевская церковь — один из самых древних образцов буковинской школы народного зодчества. Построенная в Черновцах в 1607 году в буковинском («домашнем») стиле. По архитектурной композицией — это одноуровневое сооружение без купола, стены которой сложены из дубовых брусьев в сруб, а крыша покрыта дранкой и увенчана тремя коваными крестами.
За годы существования церковь перестраивалась в XVIII и XIX веках. В результате последней перестройки бабинец приобрёл несколько нетрадиционную удлиненную пятигранную форму (длина увеличена на 2,5 метра) и потерял первоначальный пирамидальный верх. Вероятно, тогда же была достроена ризница.
Сначала возле церкви стояла деревянная колокольня на три колокола, а в 1868 году на её месте построили каменную колокольню, которая сохранилась до наших дней. В 1954 и после пожара в 1992 году производилась реставрация здания, когда сгорела большая часть здания.